# Bathsheba, Saint Joseph, Barbados

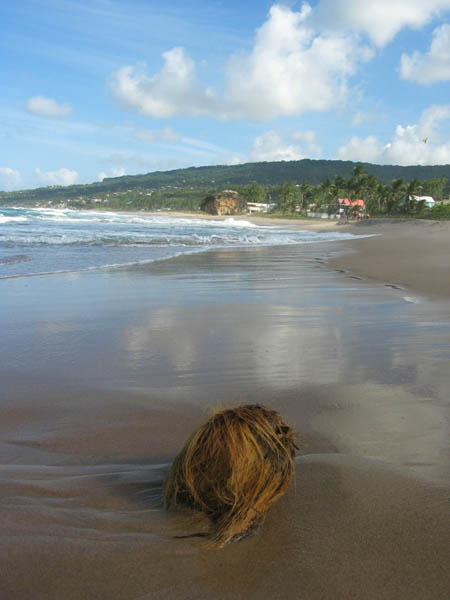
Imagine din sudul plajei din Bathsheba, aflată pe coasta Atlanticului.

Bathsheba este orașul principal din parohia Saint Joseph din statul caraibian Barbados. Este cel mai mare oraș din punct de vedere al pescuitului, având aproximativ 5.000 de locuitori.